# Saint-Pol-sur-Mer
Saint-Pol-sur-Mer var en kommun i departementet Nord i regionen Hauts-de-France i norra Frankrike. Kommunen låg i kantonen Dunkerque-Ouest som tillhör arrondissementet Dunkerque. Området som utgjorde den tidigare kommunen Saint-Pol-sur-Mer hade 20 373 invånare år 2017.
Kommunen upphörde den 9 december 2010, då den gick samman med kommunen Dunkerque.

## Befolkningsutveckling
Antalet invånare i kommunen Saint-Pol-sur-Mer
| Referens: INSEE |